# クロルヘキシジン
クロルヘキシジン（Chlorhexidine）は医薬用殺菌薬で、グルコン酸塩、あるいは塩酸塩、酢酸塩として用いられる。CAS登録番号は55-56-1（グルコン酸塩は18472-51-0、塩酸塩は3697-42-5、酢酸塩は56-95-1）。

## 主な適用
洗口液に添加され、歯肉炎などの歯周病を軽減・予防する効果があるとされる。手術野の皮膚の消毒や手術前の手指消毒に使用されることも多い。
医療用医薬品としては、グルコン酸塩のものが繁用されている。
国内においては、口内洗浄液として粘膜への使用で過去にアナフィラキシーショックの事例があるため、海外で販売されている洗口液(0.12%〜術後などは0.2%程度)より低濃度(0.0001〜0.0006%)の製品が販売されている。例外として、結膜嚢には0.02%製剤および20%製剤(0.02%濃度に希釈して使用)がある。
アメリカでは粘膜に使用される第一選択薬となっている。代表的な製剤としてはヒビテン、マスキン、ヒビスコールなどが挙げられる。
アレルギーや過敏症のためエタノールを使うことのできない場合の手指消毒には、以下の製剤を用いる：
- 0.1～0.5%クロルヘキシジングルコン酸塩液
- 4%クロルヘキシジングルコン酸塩スクラブ

## その他の注意
発泡剤との混合はクロルヘキシジングルコン酸塩（Chlorhexidine Gluconate）の効果を減弱させる。